# فیلیپ ویگراتس
فیلیپ ویگراتس (انگلیسی: Philip Wiegratz؛ زادهٔ ۱۷ فوریهٔ ۱۹۹۳) یک هنرپیشه اهل آلمان است. 
از فیلم‌ها یا برنامه‌های تلویزیونی که وی در آن نقش داشته است می‌توان به چارلی و کارخانه شکلات‌سازی، لوره اشاره کرد.